# Dathina

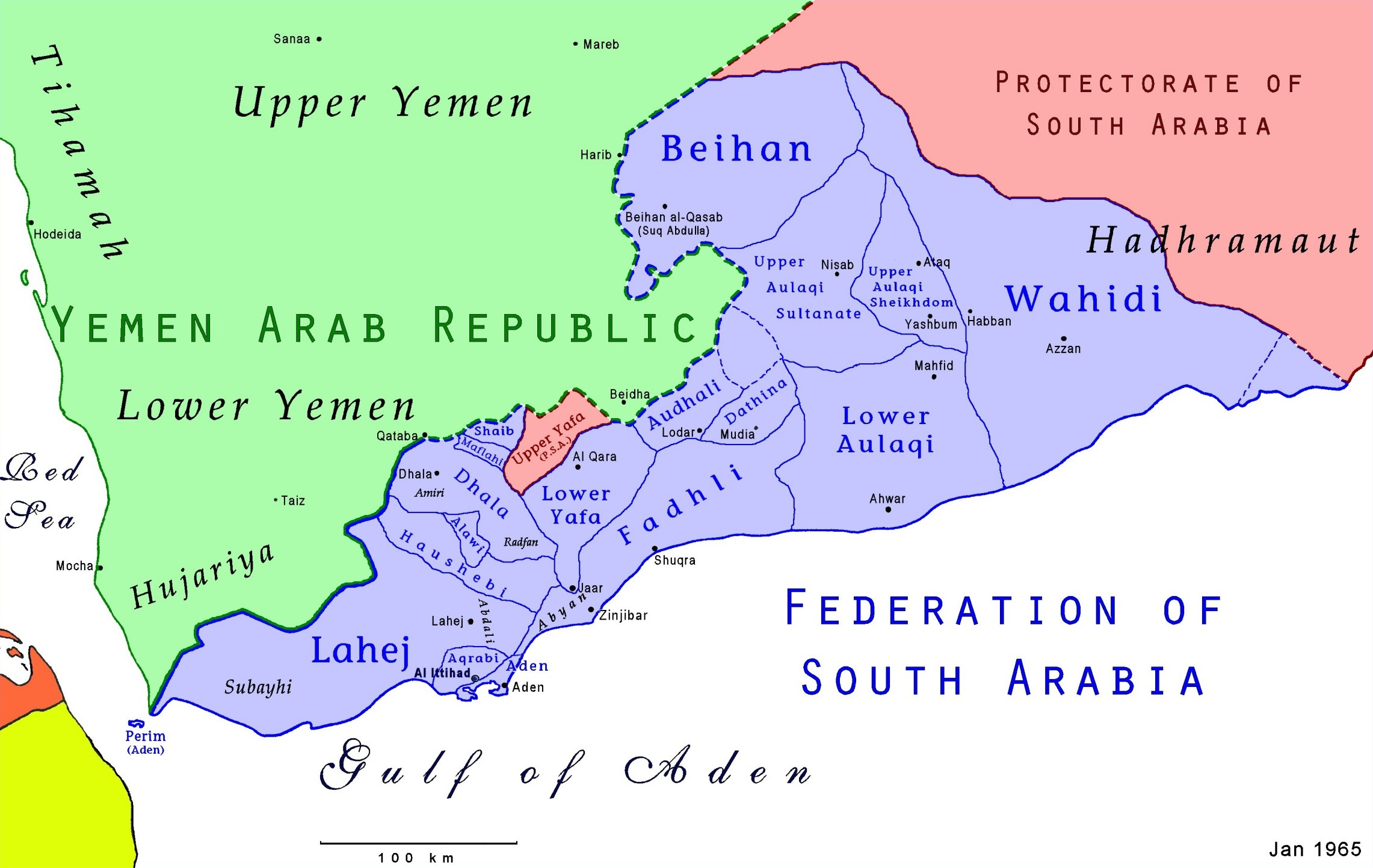
Karte der Südarabischen Föderation

Das Scheichtum Dathina (arabisch دثينة, DMG Daṯīna) auch als Dathina-Konföderation war ein kleiner Binnenstaat innerhalb der Südarabischen Föderation, nachdem es kurzzeitig zur Föderation der Arabischen Emirate des Südens gehört hatte. Das Gebiet ist heute Teil der Republik Jemen. Geographisch lag das Gebiet zwischen den Staaten Nieder-Aulaqi im Osten, Fahli im Südwesten, Audhali im Westen und Nordwesten.